# Anna Paulson
Anna Paulson (* 29. Februar 1984 in Umeå) ist eine ehemalige schwedische Fußballspielerin. Die Abwehrspielerin, die mit Umeå IK sechs Meistertitel und zweimal den UEFA Women’s Cup gewann, debütierte 2004 in der schwedischen Nationalmannschaft.

## Karriere

### Vereine
Paulson begann mit dem Fußballspielen bei Gimonäs CK. 2001 wechselte sie zu Umeå IK in die Damallsvenskan. In ihrer Debütsaison gewann sie mit der Mannschaft das Double aus Meistertitel und Landespokal, das im folgenden Jahr verteidigt wurde. Nachdem sie mit ihrer Mannschaft um Spielerinnen wie Malin Moström, Anna Sjöström und Hanna Marklund bei der ersten Auflage des UEFA Women’s Cup gegen den deutschen Vertreter 1. FFC Frankfurt mit einer 0:2-Finalniederlage den Titelgewinn verpasst hatte, gelang im folgenden Jahr gegen den dänischen Klub Fortuna Hjørring der Sieg des UEFA Women’s Cup 2002/03. Als Titelverteidiger war die Mannschaft von Trainer Andrée Jeglertz auch im folgenden Jahr startberechtigt, obwohl sie den erneuten Gewinn der Meisterschaft hinter Djurgården/Älvsjö verpasst hatte. Abermals erreichte sie das Endspiel des Europapokalwettbewerbs, in dem sie den 1. FFC Frankfurt nach einem 3:0-Heimsieg mit einem 5:0-Auswärtserfolg im Frankfurter Stadion am Bornheimer Hang deklassierte.

### Nationalmannschaft
Nicht zuletzt dank der Erfolge im Verein empfahl sich Paulson für die Nationalmannschaft. Unter Nationaltrainerin Marika Domanski Lyfors debütierte sie im Oktober 2004 beim 1:1-Unentschieden gegen Finnland in der Landesauswahl. Zunächst gehörte sie jedoch weiterhin hauptsächlich dem Kader der schwedischen U-21-Auswahl an und kam nur sporadisch in der A-Nationalmannschaft zum Einsatz. 2005 gehörte sie zum Kader bei der Europameisterschaft in England, kam jedoch nicht zum Einsatz. Im Klub hingegen hatte sie sich endgültig als Stammkraft etabliert und dominierte mit der Mannschaft in der Folgezeit die schwedische Meisterschaft. 2007 schaffte sie unter dem mittlerweile zum Nationaltrainer bestellten Thomas Dennerby den Sprung in die Stammformation der A-Nationalmannschaft und gehörte dem Kader für das Weltmeisterschafts-Endrundenturnier 2007 an, bei dem sie in allen drei Gruppenspielen auflief. Bei den Olympischen Spielen 2008 wurde sie erneut berücksichtigt und kam erneut zu drei Spielen, darunter auch die Viertelfinalpartie, die gegen Deutschland verloren ging.
Im Sommer 2009 berief Dennerby sie neben ihren Mitspielerinnen Ulla-Karin Rönnlund und Lisa Dahlkvist in den Kader für die Europameisterschaftsendrunde 2009. Im Turnier kam sie in allen drei Spielen der Gruppe C sowie bei der 1:3-Viertelfinalniederlage gegen die Nationalmannschaft Norwegens zum Einsatz.

## Erfolge
- UEFA Women’s Cup-Sieger 2003, 2004
- Schwedischer Meister 2001, 2002, 2005, 2006, 2007, 2008
- Schwedischer Pokalsieger 2016
- Schwedischer Supercupsieger 2007, 2008